# Мальвовые
Ма́львовые (лат. Malvaceae или Bombacaceae) — семейство растений, по современной классификации APG IV входящее в порядок Мальвоцветные и насчитывающее по состоянию на декабрь 2023 года 252 рода и 5 447 ботанических видов. Включает в себя деревья, кустарники, лианы и травянистые растения, распространённые как в северном, так и в южном полушарии, преимущественно в тропических регионах. Практически отсутствуют в арктических областях и почти не представлены в северной части лесной зоны.

## Ботаническое описание
Общей характеристикой семейства является наличие расходящихся лучами волосков вдоль стебля и листьев, и липкий сок. Листья очередные, простые, часто лопастные с пальчатым жилкованием, имеют прилистники.
Цветки обоеполые или редко раздельнополые, обычно радиально-симметричные, часто с прицветниками в форме наружной чашечки. Околоцветник обычно состоит из пяти створчатых, отдельных либо сросшихся в основании чашелистиков и как правило пяти лепестков, которые в свою очередь срастаются с тычиночной трубкой. Андроцей (мужская часть цветка) состоит из пяти и более тычинок — отдельных, пучками или сросшихся вместе; одно- или двугнёздых пыльников. Сросшиеся нити тычинок образуют трубку, окружающую столбики. Гинецей (женская часть цветка) состоит из одного сложного пестика, состоящего из двух и более плодолистиков. Завязь верхняя, состоящая из двух и более долек, каждая из которых содержит одну или более обычно пазушных семяпочек. Пыльцевые зёрна почти всегда покрыты шипиками.
Плод — коробочка, либо дробный, распадающийся на мерикарпии, орех, нерастрескивающийся стручок, совокупность листовок, костянка или ягода, крылатка.

## Классификация
Существует два различных подхода в классификации семейства. Один подход имеет более узкое представление о мальвовых, так называемое sensu stricto. Система классификации APG систематизирует мальвовые более широко, исходя из молекулярного филогенеза. Филогенез показывает, что хотя все мальвовые sensu stricto (в узком смысле) кладистически монофилийны (то есть происходят от одного предка), многие близкие им семейства из порядка мальвоцветных таковыми по отношению к семейству не являются. Система APG объединяет в одну структуру различные семейства из классической системы классификации Кронквиста: мальвовые, бомбаксовые (Bombacaceae), или баобабовые, стеркулиевые (Sterculiaceae) и липовые (Tiliaceae), то есть описывает мальвовые sensu lato (в широком смысле).

### Систематика мальвовых посистеме классификации APG III

#### ПодсемействоBombacoideaeBurnett—Бомбаксовые
- Adansonia L. — Адансония
- Aguiaria Ducke
- Bernoullia Oliv.
- Bombax L. — Бомбакс
- Camptostemon Mast.
- Catostemma Benth.
- Cavanillesia Ruiz & Pav.
- Ceiba Mill. — Сейба
- Chiranthodendron Larreat. — Хирантодендрон
- Eriotheca Schott & Endl.
- Fremontodendron Coville — Фремонтодендрон
- Gyranthera Pittier
- Huberodendron Ducke
- Lagunaria (DC.) Rchb.
- Matisia Humb. & Bonpl.
- Neobuchia Urb.
- Ochroma Sw. — Бальса, или Бальза, или Бальзовое дерево
- Pachira Aubl. — Пахира
- Patinoa Cuatrec.
- Pentaplaris L.O.Williams & Standl.
- Phragmotheca Cuatrec.
- Pseudobombax Dugand
- Quararibea Aubl.
- Rhodognaphalon (Ulbr.) Roberty
- Scleronema Benth.
- Septotheca Ulbr.
- Spirotheca Ulbr.
- Uladendron Marc.-Berti

#### ПодсемействоBrownlowioideaeBurret
- Berrya Roxb.
- Brownlowia Roxb.
- Carpodiptera Griseb.
- Christiana DC.
- Diplodiscus Turcz.
- Indagator Halford
- Jarandersonia Kosterm.
- Pentace Hassk.

#### ПодсемействоByttnerioideaeBurnett
| Триба Byttnerieae - Abroma Jacq. - Ayenia L. - Buettneria Murray - Byttneria Loefl. - Kleinhovia L. - Leptonychia Turcz. - Megatritheca Cristóbal - Rayleya Cristóbal - Scaphopetalum Mast. | Триба Hermannieae - Dicarpidium F.Muell. - Gilesia F.Muell. - Hermannia L. - Melochia L. - Physodium C.Presl - Riedlea Vent. - Waltheria L. | Триба Lasiopetaleae - Commersonia J.R.Forst. & G.Forst. — Коммерсония - Guichenotia J.Gay - Hannafordia F.Muell. - Keraudrenia J.Gay - Lasiopetalum Sm. — Лазиопеталум - Lysiosepalum F.Muell. — Лизиосепалум - Rulingia R.Br. - Seringia J.Gay - Thomasia J.Gay | Триба Theobromateae - Glossostemon Desf. - Guazuma Mill. - Herrania Goudot - Theobroma L. — Теоброма |

#### ПодсемействоDombeyoideaeBeilschm.
- Astiria Lindl.
- Burretiodendron Rehder
- Cheirolaena Benth.
- Corchoropsis Siebold & Zucc.
- Dombeya Cav.
- Eriolaena DC.
- Harmsia K.Schum.
- Helmiopsiella Arènes
- Helmiopsis H.Perrier
- Melhania Forssk.
- Nesogordonia Baill.
- Paradombeya Stapf
- Paramelhania Arènes
- Pentapetes L.
- Pterospermum Schreb.
- Ruizia Cav.
- Schoutenia Korth.
- Trochetia DC. — Трохетия
- Trochetiopsis Marais

#### ПодсемействоGrewioideaeDippel
- Ancistrocarpus Oliv.
- Apeiba Aubl.
- Clappertonia Meisn.
- Colona Cav.
- Corchorus L. — Джут
- Desplatsia Bocq.
- Duboscia Bocq.
- Eleutherostylis Burret
- Entelea R.Br.
- Erinocarpus Nimmo ex J.Graham
- Glyphaea Hook.f.
- Goethalsia Pittier
- Grewia L.
- Heliocarpus L.
- Hydrogaster Kuhlm.
- Luehea Willd.
- Lueheopsis Burret
- Microcos L.
- Mollia Mart.
- Pseudocorchorus Capuron
- Sparmannia L.f.
- Tetralix Griseb.
- Trichospermum Blume
- Triumfetta L. — Триумфетта
- Vasivaea Baill.

#### ПодсемействоHelicteroideaeMeisn.
| Триба Durioneae - Boschia Korth. - Coelostegia Benth. - Durio Adans. — Дуриан - Kostermansia Soegeng - Neesia Blume | Триба Helictereae - Helicteres L. - Icosinia Raf. - Mansonia J.R.Drumm. ex Prain - Neoregnellia Urb. - Reevesia Lindl. - Tarrietia Blume - Triplochiton K.Schum. — Триплохитон - Ungeria Schott & Endl. |

#### ПодсемействоMalvoideaeBurnett—Мальвовые
| Триба Gossypieae - Alyogyne Alef. - Azanza Alef. - Cephalohibiscus Ulbr. - Cienfuegosia Cav. - Erioxylum Rose & Standl. - Gossypioides Skovst. ex J.B.Hutch. - Gossypium L. — Хлопчатник - Hampea Schltdl. - Kokia Lewton - Maga Urb. - Thespesia Sol. ex Corrêa — Теспезия Триба Hibisceae - Abelmoschus Medik. — Абельмош - Anotea (DC.) Kunth - Blanchetiastrum Hassl. - Bombycidendron Zoll. & Moritzi - Cenocentrum Gagnep. - Codonochlamys Ulbr. - Decaschistia Wight & Arn. - Dicellostyles Benth. - Helicteropsis Hochr. - Hibiscadelphus Rock — Гибискадельфус - Hibiscus L. — Гибискус - Humbertiella Hochr. - Julostylis Thwaites - Kosteletzkya C.Presl — Костелецкия - Kydia Roxb. - Macrostelia Hochr. - Malache Vogel - Malachra L. - Malvaviscus Fabr. — Мальвавискус - Megistostegium Hochr. - Nayariophyton T.K.Paul - Papuodendron C.T.White - Pariti Adans. - Pavonia Cav. - Peltaea (C.Presl) Standl. - Perrierophytum Hochr. - Phragmocarpidium Krapov. - Pteropavonia Mattei - Radyera Bullock - Rojasimalva Fryxell - Senra Cav. - Talipariti Fryxell - Typhalea (DC.) C.Presl - Urena L. — Жгучка - Wercklea Pittier & Standl. | Триба Malveae - Abutilon Mill. — Канатник, или Абутилон - Acaulimalva Krapov. - Akrosida Fryxell & Fuertes - Alcea L. — Штокроза - Allosidastrum (Hochr.) Krapov., Fryxell & D.M.Bates - Allowissadula D.M.Bates - Althaea L. — Алтей - Andeimalva J.A.Tate - Anisodontea C.Presl - Anoda Cav. — Анода - Asterotrichion Klotzsch - Bakeridesia Hochr. - Bastardia Kunth - Bastardiastrum (Rose) D.M.Bates - Bastardiopsis (K.Schum.) Hassl. - Batesimalva Fryxell - Bordasia Krapov. - Billieturnera Fryxell - Briquetia Hochr. - Callirhoe Nutt. — Каллироэ - Calyculogygas Krapov. - Calyptraemalva Krapov. - Corynabutilon (K.Schum.) Kearney - Cristaria Cav. - Dendrosida Fryxell - Dirhamphis Krapov. - Eremalche Greene - Fryxellia D.M.Bates - Fuertesimalva Fryxell - Gaya Kunth — Гайя - Gynatrix Alef. - Herissantia Medik. - Hesperalcea Greene - Hochreutinera Krapov. - Hoheria A.Cunn. - Horsfordia A.Gray - Iliamna Greene - Kearnemalvastrum D.M.Bates - Kitaibelia Willd. - Krapovickasia Fryxell - Lavatera L. — Хатьма - Lawrencia Hook. - Lecanophora Speg. - Malacothamnus Greene - Malope L. - Malva L. typus — Мальва - Malvalthaea Iljin - Malvastrum A.Gray - Malvella Jaub. & Spach - Meximalva Fryxell - Modiola Moench - Modiolastrum K.Schum. - Monteiroa Krapov. - Napaea L. - Neobaclea Hochr. - Neobrittonia Hochr. - Nototriche Turcz. - Palaua Cav. - Periptera DC. - Phymosia Desv. ex Ham. - Plagianthus J.R.Forst. & G.Forst. - Pseudabutilon R.E.Fr. - Rhynchosida Fryxell - Robinsonella Rose & Baker f. - Saviniona Webb & Berthel. - Sida L. — Сида - Sidalcea A.Gray — Сидальцея - Sidasodes Fryxell & Fuertes - Sidastrum Baker f. - Sphaeralcea A.St.-Hil. - Tarasa Phil. - Tetrasida Ulbr. - Tropidococcus Krapov. - Urocarpidium Ulbr. - Wissadula Medik. |

#### ПодсемействоSterculioideaeBeilschm.—Стеркулиевые
- Acropogon Schltr.
- Basiloxylon K.Schum.
- Brachychiton Schott & Endl. — Брахихитон
- Cola Schott & Endl. — Кола
- Eribroma Pierre
- Firmiana Marsili — Фирмиана
- Franciscodendron B.Hyland & Steenis
- Heritiera Aiton — Эритьера
- Hildegardia Schott & Endl.
- Kavalama Raf.
- Maxwellia Baill.
- Octolobus Welw.
- Pterocymbium R.Br.
- Pterygota Schott & Endl.
- Scaphium Schott & Endl.
- Sterculia L. — Стеркулия [syn.  Xylosterculia Kosterm.]

#### ПодсемействоTilioideaeArn.
- Craigia W.W.Sm. & W.E.Evans
- Mortoniodendron Standl. & Steyerm.
- Tilia L. — Липа

### Роды мальвовых посистеме классификации Кронквиста
- Абельмош (Abelmoschus)
- Канатник (Abutilon)
- Abutilothamnus
- Acaulimalva
- Шток-роза (Alcea)
- Allosidastrum
- Allowissadula
- Алтей (Althaea)
- Alyogyne
- Анизодонтея (Anisodontea)
- Анода (Anoda)
- Anotea
- Asterotrichion
- Azanza
- Bakeridesia
- Bastardia
- Bastardiastrum
- Bastardiopsis
- Batesimalva
- Billieturnera
- Blanchetiastrum
- Bombycidendron
- Briquetia
- Callirhoe
- Calyculogygas
- Calyptraemalva
- Cenocentrum
- Цефалогибискус (Cephalohibiscus)
- Cienfuegosia
- Codonochlamys
- Corynabutilon
- Кристария (Cristaria)
- Decaschistia
- Dendrosida
- Dicellostyles
- Dirhamphis
- Eremalche
- Erioxylum
- Fioria
- Fryxellia
- Gaya
- Гетея (Goethea)
- Gossypioides
- Хлопчатник (Gossypium)
- Gynatrix
- Hampea
- Helicteropsis
- Herissantia
- Гибискадельфус (Hibiscadelphus)
- Гибискус (Hibiscus)
- Hochreutinera
- Хохерия (Hoheria)
- Horsfordia
- Howittia
- Humbertianthus
- Humbertiella
- Julostylis
- Jumelleanthus
- Kearnemalvastrum
- Kitaibela
- Кокиа (Kokia)
- Kosteletzkya
- Krapovickasia
- Kydia
- Лагурания (Lagunaria)
- Лаватера (Lavatera)
- Lawrencia
- Леброннеция (Lebronnecia)
- Lopimia
- Macrostelia
- Malachra
- Малакотамнус (Malacothamnus)
- Дыравка (Malope)
- Мальва (Malva)
- Мальваструм (Malvastrum)
- Мальвавикус (Malvaviscus)
- Malvella
- Megistostegium
- Meximalva
- Modiola
- Modiolastrum
- Monteiroa
- Montezuma
- Напея (Napaea)
- Neobaclea
- Neobrittonia
- Neohumbertiella
- Nototriche
- Notoxylinon
- Palaua
- Papuodendron
- Павония (Pavonia)
- Peltaea
- Periptera
- Perrierophytum
- Phragmocarpidium
- Phymosia
- Плагиантус (Plagianthus)
- Pseudabutilon
- Radyera
- Rhynchosida
- Robinsonella
- Rojasimalva
- Senra
- Сида (Sida)
- Сидальцея (Sidalcea)
- Сферальцея (Sphaeralcea)
- Symphyochlamys
- Tarasa
- Tetrasida
- Теспезия (Thespesia)
- Thespesiopsis
- Триплохитон (Triplochiton)
- Triplochlamys
- Ulbrichia
- Жгучка (Urena)
- Urocarpidium
- Wercklea
- Wilhelminia
- Wissadula

### Современная классификация посистеме APG IV
Семейство Мальвовые включается в порядок Мальвоцветные и последовательно входит в клады Мальвиды → Розиды → Суперрозиды → Эвдикоты → Цветковые растения. Подсемейства внутри семейства не выделяются. Таксономическая схема в соответствии с Системой APG IV по состоянию на декабрь 2023 года:
|  |                          |  |                                   |                       |                     |  | ещё 9 семейств |          |  |             |
|  |                          |  |                                   |                       |                     |  |                |          |  |             |
|  |                          |  |                                   | порядок Мальвоцветные |                     |  |                |          |  |             |
|  |                          |  |                                   |                       |                     |  |                |          |  | 5 447 видов |
|  | клада Цветковые растения |  |                                   |                       | семейство Мальвовые |  |                | 252 рода |  |             |
|  | клада Цветковые растения |  |                                   |                       |                     |  |                | 252 рода |  |             |
|  |                          |  | ещё 63 порядка цветковых растений |                       |                     |  |                |          |  |             |
|  |                          |  |                                   |                       |                     |  |                |          |  |             |